# Herb gminy Tarnowiec
Herb gminy Tarnowiec – jeden z symboli gminy Tarnowiec, ustanowiony 29 stycznia 2007.

## Wygląd i symbolika
Herb przedstawia na tarczy koloru czerwonego srebrne godło herbu Mądrostki (rodu rycerskiego z okolic gminy), otoczonego dwiema gałązkami tarniny skrzyżowanymi u podstawy (nawiązującymi do nazwy gminy). 